# Sólyom-Nagy Máté
Sólyom-Nagy Máté (Budapest, 1977. január 4. –) operaénekes (bariton). A 2002–2003-as évadtól az Erfurti Színház tagja, 2017-től kamaraénekese.

## Családja
- Szülei: Sólyom-Nagy Sándor és Pogány Imola
- Testvérei: Péter, és Fanni

## Főbb szerepei
- Mozart: A varázsfuvola – Papageno
- Mozart: Così fan tutte – Guglielmo
- Mozart: Don Giovanni – Don Giovanni, Masetto
- Mozart: Figaro házassága – Almaviva gróf
- Donizetti: Szerelmi bájital – Belcore
- Puccini: Bohémélet – Schaunard
- Gyöngyösi Levente: A gólyakalifa– Elemér
- Rossini: A sevillai borbély – Figaro